# Un Día Normal (singel)
"Un Día Normal" – utwór stworzony i wykonywany przez kolumbijskiego muzyka Juanesa, pochodzący z drugiego albumu pod tym samym tytułem.
Piosenka odniosła sukces w stacjach radiowych takich krajów jak Kolumbia, Chile, Meksyk, Stany Zjednoczone, Argentyna, Portoryko, Wenezuela, Kuba, Francja, Niemcy, Szwajcaria, Holandia i Ekwador. Opowiada ona o miłości do swej obecnej żony Karen Martínez. Juan twierdzi że większość utworów które skomponował były właśnie dla niej.

## Lista utworów
1. "Un Día Normal" - 3:42